# Светско првенство у атлетици на отвореном 2009 — троскок за жене
Такмичење у дисциплини троскок за жене на Светском првенству у атлетици 2009. у Берлину одржано је 15. и 17. августа на Олимпијском стадиону.
У такмичењу је учествовало 35 такмичарки из 23 земље. У квалификацијама су биле две групе А са 18 и Б са 17 такмичарки. У финале се пласирало 12 са најдужим скоковима у квалификацијама.
Главни фаворит била је Кубанка Јархелис Савињ која је те године имала девет од десет најдужих скокова. За могуће освајаче медаља биле увршћене су и двострука олимпијска победница Татјана Лебедева и светска првакиња Надежда Алекна. Актуелна олимпијска победница Франсоаз Мбанго Етон из Камеруна није ни започела такмичење.
У квалификацијама најдужи троскок је имала Кинескиња Сје Лимеј са 14,62 метра, чиме је побољшала свој најбољи резултат из претходне сезоне за 40 цм. Још три такмичарке су прескочиле квалификациону норму од 14,45 метара; Лебедева, Савињ и Мабел Гај. Осталих седам у финале су ушле према резултату. У финалу је најбоља била Јархелис Савињ скоком од 14,95 метара. Она је друга атлетичарка која је успела да два пута узастопно освоји титулу светске првакиње у троскоку, после Лебедеве која је то учинила на 2001. и 2003. Друго место са 14,61 освојила је Мабел Гај којој је то прва медаља на светским првенствима, док је трећа била Рускиња Ана Пјатих са резултатом 14,58 м. Биљана Топић, је освојила четврто место, и поставила је нови национални рекорд од 14,52 м. Ниједна друга такмичарка није прескочила 14,50 метара.

## Земље учеснице
Учествовале су 35 такмичарки из 23 земље.
1. Белгија (1)
2. Бразил (1)
3. Бугарска (1)
4. Гренада (1)
5. Грчка (2)
6. Италија (1)
7. Јамајка (2)
8. Казахстан (2)
9. Кенија (1)
10. Кина (1)
11. Куба (2)
12. Немачка (1)
13. Пољска (1)
14. Румунија (1)
15. Русија (3)
16. Словачка (1)
17. Словенија (2)
18. Србија (1)
19. Судан (1)
20. САД (3)
21. Украјина (3)
22. Француска (2)
23. Чешка (1)

## Рекорди пре почетка такмичења
14. август 2009.
| Светски рекорд             | Инеса Кравец Украјина         | 15,50 | Гетеборг, Шведска  | 10. август 1995 |
| Рекорд светских првенстава | Инеса Кравец Украјина         | 15,50 | Гетеборг, Шведска  | 10. август 1995 |
| Најбољи резултат сезоне    | Надежда Алекна Русија         | 15,14 | Чебоксари, Русија  | 26. јула 2009   |
| Афрички рекорд             | Франсоаз Мбанго Етоне Камерун | 15,39 | Пекинг, Кина       | 17. август 2008 |
| Азијски рекорд             | Олга Рипакова Казахстан       | 15,11 | Пекинг, Кина       | 17. август 2008 |
| Северноамерички рекорд     | Јамиле Адама Куба             | 15,29 | Рим, Италија       | 11. јули 2003   |
| Јужноамерички рекорд       | Кејла Коста Бразил            | 14.57 | Сао Пауло, Бразил  | 9. јуни 2007    |
| Европски рекорд            | Инеса Кравец Украјина         | 15,50 | Гетеборг, Шведска  | 10. август 1995 |
| Океанијски рекорд          | Никол Младенис Аустралија     | 14,04 | Хобарт, Аустралија | 9. март 2002    |

### Најбољи резултати у 2009. години
Десет најбољих атлетичарки у троскоку пре почетка првенства (15. августа 2009), имале су следећи пласман.
| 1.  | Надежда Алекна               | Русија   | 15,14 | 26. јул   |
| 1.  | Јархелис Савињ               | Куба     | 15,00 | 13. јул   |
| 3.  | Ана Пјатих                   | Русија   | 14,67 | 26. јул   |
| 4.  | Јекатерина Кајукова Черненко | Русија   | 14,64 | 26. јул   |
| 5.  | Атанасија Пера               | Грчка    | 14,62 | 2. јул    |
| 6.  | Мабел Гај                    | Куба     | 14,59 | 18. јун   |
| 7.  | Јамиле Алдама                | Судан    | 14,48 | 1. јун    |
| 8.  | Алсу Муртазина               | Русија   | 14,44 | 27. јун   |
| 9.  | Дана Велдјакова              | Словачка | 14,43 | 10. јун   |
| 9.  | Триша Смит                   | Јамајка  | 14,43 | 27. јун   |
|     |                              |          |       |           |
| 18. | Биљана Топић                 | Србија   | 14,35 | 1. август |

Такмичарке чија су имена подебљана учествовале су на СП 2018.

## Победнице
|                       |                  |                     |
| Јархелис Савињ · Куба | Мабел Гај · Куба | Ана Пјатих · Русија |

## Квалифијационе норме
| А норма | Б норма |
| ------- | ------- |
| 14,20 м | 14,00 м |

## Сатница
| Датум           | Време | Коло          |
| --------------- | ----- | ------------- |
| 15. август 2009 | 11:00 | Квалификације |
| 17. август 2009 | 20:00 | Финале        |

## Резултати

### Квалификације
Такмичење је одржано 15. августа 2009. године. Квалификациона норма за улазак у финале износила је 14,45 метара. Норму су прескочиле четири такмичарке (КВ), а других осам се у финале пласирало преко резултата (кв).,,,
| Пласман | Група | Атлетичарка           | Држава    | #1    | #2     | #3    | Резултат | Белешка |
| ------- | ----- | --------------------- | --------- | ----- | ------ | ----- | -------- | ------- |
| 1       | Б     | Сје Лимеј             | Кина      | 14,62 |        |       | 14,62    | КВ, ЛРС |
| 2       | A     | Јархелис Савињ        | Куба      | х     | 14,53  |       | 14,53    | КВ      |
| 3       | Б     | Мабел Гај             | Куба      | х     | 14,53  |       | 14,53    | КВ      |
| 4       | A     | Татјана Лебедева      | Русија    | 14,45 |        |       | 14,45    | КВ, ЛРС |
| 5       | Б     | Биљана Топић          | Србија    | 14,37 | 13,80  | –     | 14,37    | кв, ЛРС |
| 6       | A     | Терез Нзола Мезо Ба   | Француска | х     | 13,.87 | 14,32 | 14,32    | кв      |
| 7       | Б     | Кристина Бујин        | Румунија  | 14.22 | 12.82  | 14.29 | 14.29    | кв      |
| 8       | A     | Ана Пјатих            | Русија    | х     | 14,01  | 14,27 | 14,27    | кв      |
| 9       | A     | Дана Велдјакова       | Словачка  | х     | 14,25  | 14,20 | 14,25    | кв      |
| 10      | Б     | Триша Смит            | Јамајка   | х     | х      | 14,21 | 14,21    | кв      |
| 11      | Б     | Жизела де Оливеира    | Бразил    | 13,70 | 13,79  | 14,14 | 14,14    | кв      |
| 12      | Б     | Олга Рипакова         | Казахстан | 14,02 | х      | 14,13 | 14,13    | кв      |
| 13      | A     | Јамиле Алдама         | Судан     | 13,96 | 13,83  | 14,11 | 14,11    |         |
| 14      | A     | Петриа Дачева         | Бугарска  | 13,63 | 13,56  | 14,11 | 14,11    |         |
| 15      | A     | Кимберли Вилијамс     | Јамајка   | х     | 14,08  | х     | 14,08    | ЛР      |
| 16      | Б     | Малгожата Трибањска   | Пољска    | х     | 14,06  | 13,80 | 14,06    |         |
| 17      | Б     | Шакима Вокер-Велш     | САД       | х     | х      | 14,01 | 14,01    |         |
| 18      | Б     | Свитлана Мамејева     | Украјина  | 13,92 | 13,35  | 13,70 | 13,92    |         |
| 19      | A     | Снежана Родић         | Словенија | 13,92 | х      | х     | 13.92    |         |
| 20      | A     | Светлана Болшакова    | Белгија   | 13,89 | x      | 13,73 | 13,89    |         |
| 21      | A     | Магделин Мартинез     | Италија   | 13,80 | 13,72  | 13,87 | 13,87    |         |
| 22      | A     | Мартина Шестакова     | Чешка     | х     | 13,69  | 13,84 | 13,84    |         |
| 23      | A     | Ирина Литвиненко      | Казахстан | 13,63 | 13,77  | 13,82 | 13,82    |         |
| 24      | Б     | Наталија Јастребова   | Украјина  | х     | 13,58  | 13,74 | 13,74    |         |
| 25      | Б     | Атанасија Пера        | Грчка     | 13,69 | х      | х     | 13,69    |         |
| 25      | Б     | Марија Шестак         | Словенија | х     | х      | 13,69 | 13,69    |         |
| 27      | A     | Шани Маркс            | САД       | х     | х      | 13,67 | 13,67    |         |
| 28      | Б     | Надежда Аљохина       | Русија    | х     | х      | 13,60 | 13,60    |         |
| 29      | A     | Параскеви Папахристу  | Грчка     | 13,58 | х      | 13,58 | 13,58    |         |
| 30      | Б     | Ванеса Гладон         | Француска | 13,51 | 13,42  | 13,40 | 13,51    |         |
| 31      | A     | Лилија Кулик          | Украјина  | 13.37 | 13,41  | 13,41 | 13,41    |         |
| 32      | A     | Ерика Маклејн         | САД       | 13,34 | х      | 13,39 | 13,39    |         |
| 33      | A     | Патриша Силвестер     | Гренада   | 13,22 | 13,05  | 12.98 | 13,22    |         |
| 34      | Б     | Катја Демут           | Немачка   | х     | 11,38  | х     | 11,38    |         |
| —       | Б     | Франсоаз Мбанго Етоне | Кенија    |       |        |       | НС       |         |

### Финале
Такмичење је одржано 17. августа 2009. године у 20:00.,,
| Пласман | Атлетичарка         | Држава    | #1    | #2    | #3    | #4    | #5    | #6    | Резултат | Белешка |
| ------- | ------------------- | --------- | ----- | ----- | ----- | ----- | ----- | ----- | -------- | ------- |
|         | Јархелис Савињ      | Куба      | 14,45 | 14,14 | 14,89 | 14,85 | 14,95 | 14,39 | 14,95    |         |
|         | Мабел Гај           | Куба      | 13,87 | 14,50 | х     | 14,61 | 14,48 | 14,04 | 14,61    | ЛРС     |
|         | Ана Пјатих          | Русија    | 13,72 | 14,23 | 13,66 | 14,58 | 14,46 | 14,53 | 14,58    |         |
| 4.      | Биљана Топић        | Србија    | 14,21 | 14,38 | 14,27 | 14,52 | 14,43 | 14,10 | 14,52    | НР      |
| 5.      | Триша Смит          | Јамајка   | 14,31 | х     | х     | 14,41 | 14,48 | х     | 14,48    | ЛРС     |
| 6.      | Татјана Лебедева    | Русија    | х     | 14,37 | 14,23 | 14,22 | 14,26 | 14,28 | 14,37    |         |
| 7.      | Кристина Бужин      | Румунија  | 14,26 | 14,00 | 14,03 | 14,20 | 14,16 | 14,15 | 14,26    |         |
| 8.      | Дана Велдјакова     | Словачка  | 14,25 | х     | 12,86 | 14,14 | 14,19 | 14,13 | 14,25    |         |
| 9.      | Сје Лимеј           | Кина      | 14,16 | 11,46 | 14,06 |       |       |       | 14,16    |         |
| 10.     | Олга Рипакова       | Казахстан | х     | 13,91 | 13,71 |       |       |       | 13,91    |         |
| 11.     | Терез Нзола Мезо Ба | Француска | 13,77 | 13,79 | х     |       |       |       | 13,79    |         |
| 12.     | Жизела де Оливеира  | Бразил    | х     | 13,19 | х     |       |       |       | 13,19    |         |